# Guggenhausen
Guggenhausen é um município da Alemanha, no distrito de Ravensburg, na região administrativa de Tubinga , estado de Baden-Württemberg.

## Demografia
Evolução da população:
- 1825: 186 habitantes
- 1900: 200 habitantes
- 1974: 196 habitantes
- 2005: 200 habitantes
- 2006: 197 habitantes